# لاسي كاريالاينين
لاسي كاريالاينين (بالفنلندية: Lasse Karjalainen)‏ هو لاعب كرة قدم فنلندي في مركز الدفاع، ولد في 22 أكتوبر 1974 في Botkyrka Municipality ‏ في السويد. شارك مع منتخب فنلندا لكرة القدم. أما مع النوادي، فقد لعب مع نادي جاز وهكا.

## وصلات خارجية
- لاسي كاريالاينين على موقع الاتحاد الأوربي (الإنجليزية)
- لاسي كاريالاينين على موقع قاعدة بيانات كرة القدم.إي يو (الإنجليزية)
- لاسي كاريالاينين على موقع ناشيونال فوتبول تيمز (الإنجليزية)